# Dorfkirche Hassenhausen

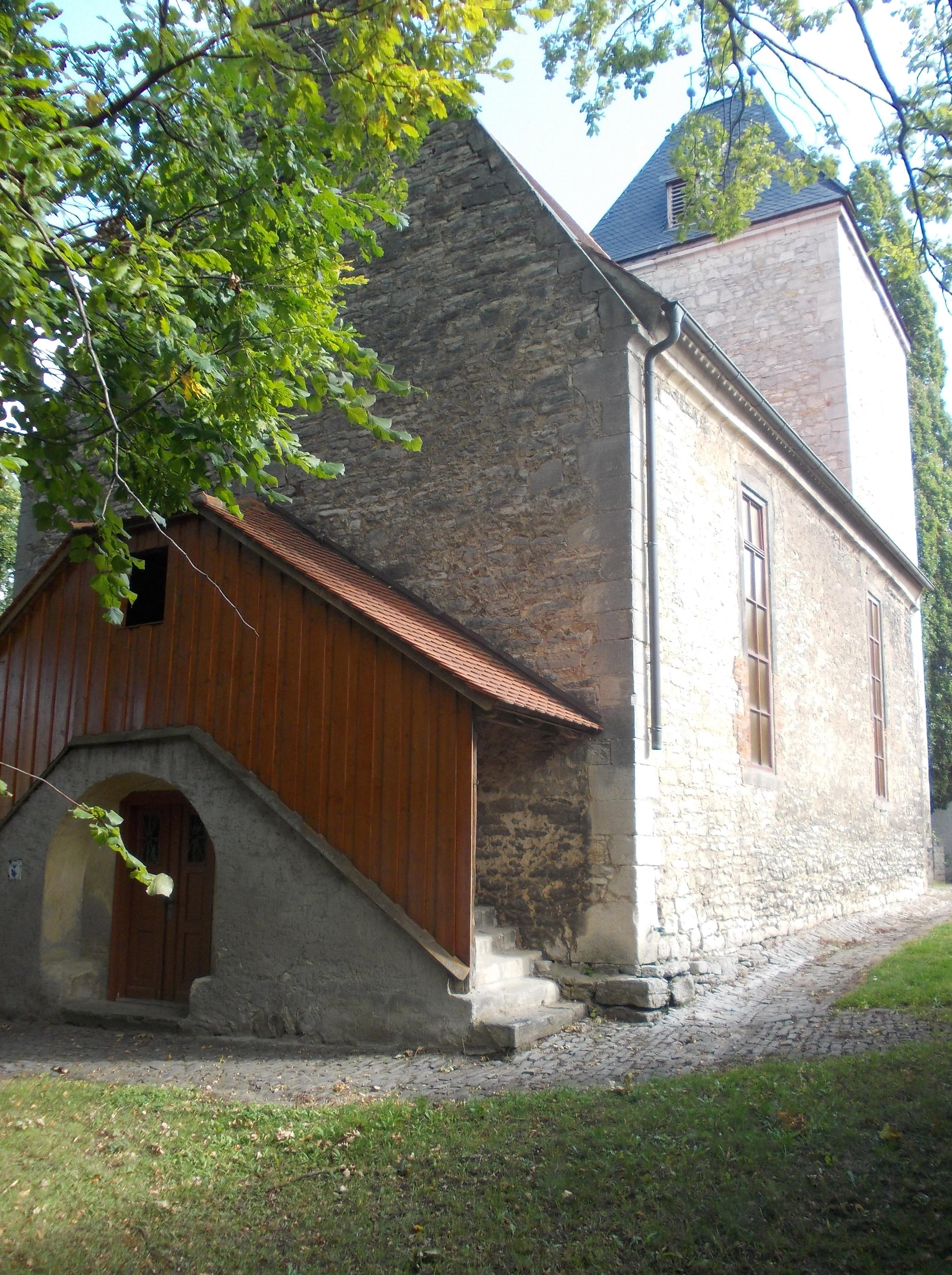
Dorfkirche Hassenhausen

Die evangelische Dorfkirche Hassenhausen befindet sich in Hassenhausen, einem Ortsteil von Bad Kösen, einem Stadtteil der Stadt Naumburg (Saale) im Burgenlandkreis in Sachsen-Anhalt. Sie steht unter Denkmalschutz und ist mit der Erfassungsnummer 094 81044 im Denkmalverzeichnis des Landes registriert.

## Beschreibung

### Gebäude
Die Chorturmkirche des Ortes kann mit einer Inschrift auf das Jahr 1488 datiert werden. Der Turm aus dem Jahr 1855 besaß ursprünglich einen achteckigen Aufsatz mit Laterne. Das Satteldach des Gebäudes ist neu. Der baufällige Turm wurde im Jahr 1987 abgerissen und nach Plänen von 1855 wieder aufgebaut.

### Innenraum und Ausstattung
Im ehemals gewölbten Chor befindet sich eine spätgotische, stabwerkgerahmte Sakramentsnische. Das heutige Erscheinungsbild wird weitgehend durch einen im Jahr 1717 erfolgten Umbau bestimmt. So auch die doppelgeschossige Hufeisenempore im Westen und die hölzerne Spiegeldecke. Der Kanzelaltar besitzt seitliche Durchgänge und Freifiguren von Moses und Christus neben der polygonalen Kanzel.
Die Glocke ist neugotisch dekoriert und stammt aus der Glockgießerei Ulrich in Laucha an der Unstrut. Die Orgel stammt von der Zörbiger Orgelbauerfirma Wilhelm Rühlmann (op. 241, Umfang II/14) und wurde im Jahr 1902 eingebaut.